# 全日本オートバイ耐久ロードレース

第1回大会のスタート地点である北軽井沢交差点近くのコンビニエンス・ストアの駐車場には「浅間高原レース発祥の地碑」が建てられている。

全日本オートバイ耐久ロードレース（ぜんにほんオートバイたいきゅうロードレース）は、群馬県の浅間山麓で1955年から1959年までの間に3回開催されたオートバイレースのイベントである。一般的に浅間高原レースまたは浅間火山レースの通称で知られ、戦後日本のモータースポーツ黎明期における日本初の本格的なロードレースとして位置付けられるレースである。
なお、同時期に同じコースで開催された第1回および第2回全日本モーターサイクルクラブマンレース大会についてもこの項で述べる。

## 概要
日本小型自動車工業会の主催により1955年に北軽井沢周辺の公道コースで第1回が開催された。2年後の浅間高原自動車テストコース完成後の1957年に第2回、1959年に第3回が開催された。「全日本オートバイ耐久ロードレース」という正式名称よりも、「浅間高原レース」（第1回）または「浅間火山レース」（第2回以降）の通称の方が一般的には知られており、当時のチラシなどにも「浅間火山レース」の表記が見られる。
日本製オートバイの性能向上を目的とし、マン島TTレースを手本として開催された。しかし当時の日本には本格的なサーキットはもちろんのこと、TTレースを開催できるような舗装された公道コースも存在しなかった。第1回浅間火山（高原）レースが開催された浅間山麓の公道コースも、第2回以降が開催された浅間高原自動車テストコースも未舗装のコースである。
それでも当時の日本ではほぼ唯一の本格的なオートバイレースであり、ホンダ、ヤマハ、スズキといった後にロードレース世界選手権で活躍するメーカーがその技術を磨いて世界レベルに追いつくきっかけとなった。また、北野元、高橋国光、伊藤史朗ら、後にロードレース世界選手権や4輪レースで活躍する多くの選手を輩出した。
「全日本オートバイ耐久ロードレース（浅間火山レース）」はオートバイメーカーの対抗戦だったのに対し、1958年と1959年に浅間高原自動車テストコースで開催された全日本モーターサイクルクラブマンレース大会はアマチュアライダーのレースであり、大きく性格を異にする。しかし一部では両方とも「浅間火山レース」と呼ばれる場合もあり、1959年には両者が併催という形になったこともあって、根本的な意味合いが混同されている場合もある。

## 時代背景
第二次世界大戦によって空白が生じてしまった日本のオートバイ産業であったが、2輪車の生産については4輪車にくらべて制限が緩かった こともあり、敗戦から1年後の1946年には進駐軍の軍用スクーターに触発された国産スクーターのラビットS1が完成し、自転車に取り付ける補助エンジンも飛ぶように売れていた。
1949年、2輪車を製造するメーカーや販売業者によって日本小型自動車工業会（小自工）が設立され、小自工主催により戦前の日本では唯一の常設レース場（オーバルのダートコース）だった多摩川スピードウェイで戦後初のレースイベントである全日本モーターサイクル選手権大会、通称「多摩川レース」が開催された。戦前のレースが観客からの収入を目的とした興行としてのものであったのに対し、130台の参加台数と2万人以上の観客を集めたこのイベントは、オートバイ業界から行政への規制緩和を求めるアピールの意味合いが強いものであった。
1950年には、自転車レースを公営競技としてその利益を自転車普及の財源とするための自転車競技法に倣った小型自動車競走法が成立し、千葉県の船橋にオートレース場が開設された。
こうした動きにも助けられて二輪車業界は活気づき、一時はオートバイメーカーが150社を超えるという盛況を迎える。
一方で駐留軍のアメリカ兵がBMWやトライアンフといったオートバイを持ち込んだことにより、外国製オートバイと日本製オートバイの圧倒的な性能差も明らかになっていた。オートバイ産業を重要視した政府は、オートバイ生産に対する補助や輸入車への高関税などにより国産オートバイに対する保護策をとり、1951年には通産省の主導により東京〜神戸700キロ耐久テストが行われた。
また前記の多摩川レースの成功もあって、乱立していたメーカーの間にも手っ取り早く自社のオートバイの性能を世間に認めてもらう手段としてのレースの有効性が認知され、やがて業界の中でマン島TTレースのようなレースを開催するという機運が高まっていた。そんな中で1953年の3月には愛知・岐阜・三重を舞台に全日本選抜優良軽オートバイ旅行賞パレード（通称「名古屋TTレース」）、同年7月には第1回富士登山軽オートバイ競争大会（通称「富士登山レース」）、同年11月にはオートバイによる駅伝とも言うべき都道府県青年団対抗・日本縦断オートバイ耐久継走大会が開催された。中でも富士登山レースは地元（富士宮市）の観光協会主催であり、他のレースのようなオートバイ業界団体による主催ではなかったために個人で参加できるレースとして盛り上がりを見せ、1956年の第4回まで開催される大きなイベントとなっていった。
1954年には、ホンダ社長の本田宗一郎がブラジルのレースにオートバイを遠征させて完走し、3月にマン島TTレース出場宣言を発表して世間を驚かせた。
そんな状況にあって、国産オートバイの性能向上に自信を持ち始めた二輪業界の中で、もっと本格的なロードレースを開催しようという声が大きくなり、その実現に向けて小自工も具体的に動き始めた。
岩手県盛岡市郊外、東京都青梅市周辺、山中湖周辺などのいくつかの開催地案 の中から浅間山麓周辺が開催候補地となり、地元の有力者である三代目星野嘉助の協力もあって群馬県や警察の認可を得ることができた。そして1955年、第1回全日本オートバイ耐久ロードレース、通称「第1回浅間高原（火山）レース」の開催が決定した。

## 歴史

### 第1回全日本オートバイ耐久ロードレース

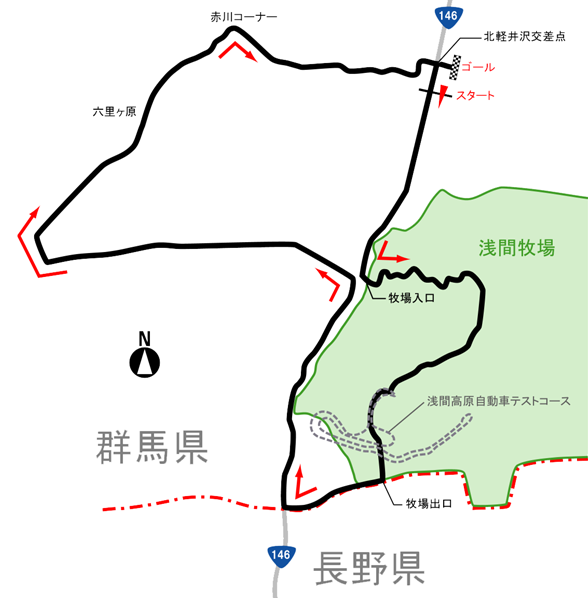
浅間公道コース
右下の破線は1957年完成の浅間高原自動車テストコース

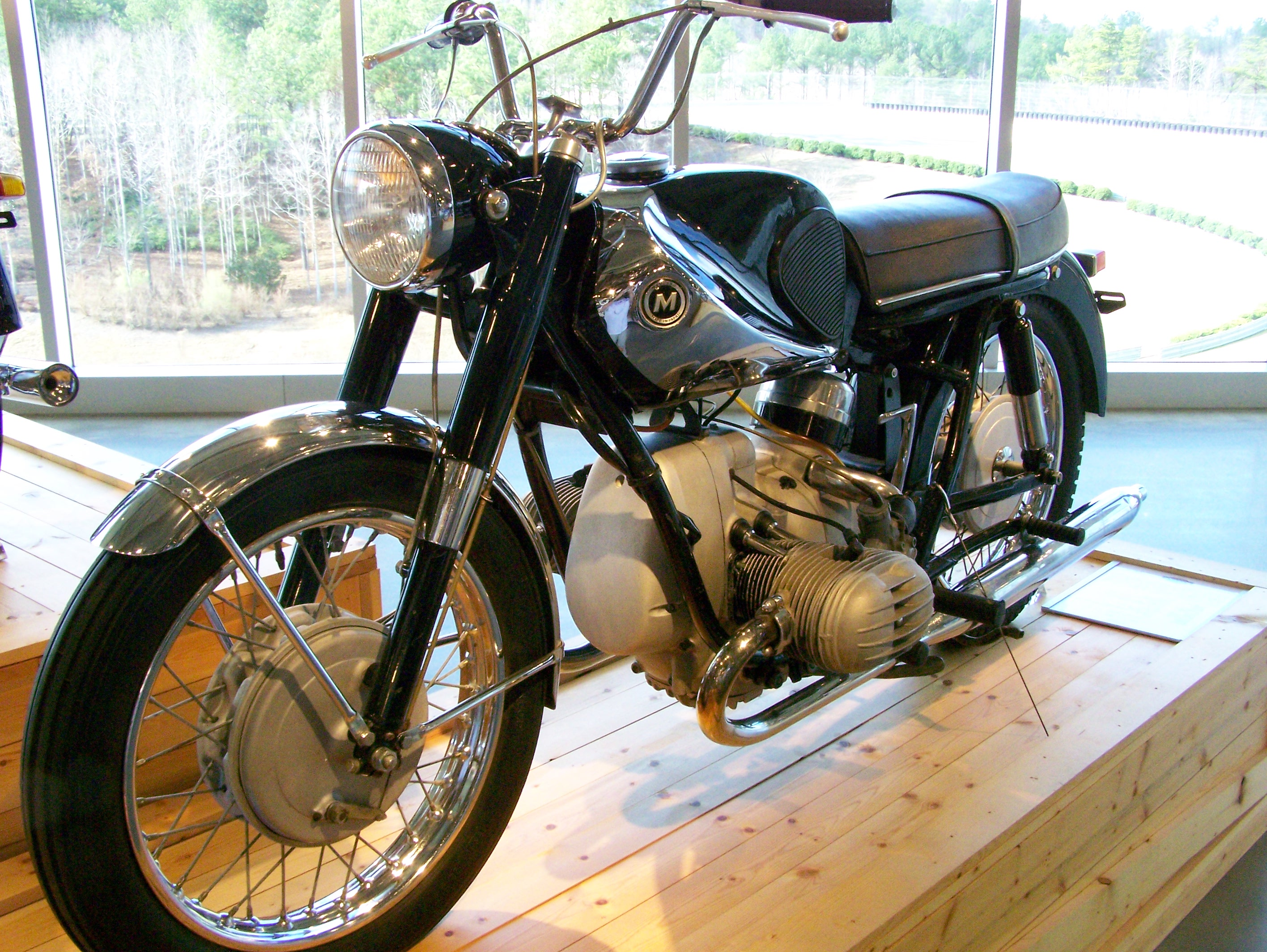
丸正ライラック

1955年11月5日と6日の二日間に渡って開催された。主催は日本小型自動車工業会で、「国産車の性能向上と輸出振興を目指して」をスローガンとした。19メーカー81台 がエントリーした。一般には通称の「第1回浅間高原（火山）レース」の方が知られている。
スローガンからもわかる通りあくまでも国産オートバイの技術・性能の向上を目的としていたため外国製オートバイの参加が認められなかったのは当然として、参加規定の中には「全ての部品は国産であること」という一文があった。レース後には輸入部品を使用していたとして数台が失格処分となっている。
コースは当初は群馬県と長野県にまたがる全長23kmが計画されていたが、直前になって長野県側の公道使用の許可が下りず、群馬県側のみを使用することになった。国道146号の北軽井沢交差点をスタートし、浅間牧場を経て鬼押出し周辺を回ってスタート地点に戻る1周19.2kmのコースとなった。公道を使用する関係から、順位だけを発表して、レース中のタイムとスピードは公表しないこととされた。公道である以上、明らかな速度違反を公に認めるわけにはいかないと、当局から強い要望があったためといわれる。
レースはウルトラライトウェイトクラス（125cc）、ライトウェイトクラス（250cc）、ジュニアクラス（350cc）、セニアクラス（500cc）の4クラスで行われたが、これは当時のマン島TTレースにおけるクラス分け及びクラス名称に倣ったものである。
125ccクラスでは、この年の2月に突如オートバイメーカーとして名乗りを上げ、4ヶ月前の第3回富士登山レースで1〜8位を独占したヤマハがレースの3ヶ月前から合宿練習を行う必勝体制で臨み、ホンダ、スズキを抑えて1位から3位までを独占した。ホンダはマシントラブルに泣かされ続け、ライバル不在の350ccクラスでは3位までを独占したものの、最も力を入れていた250ccクラスでもライラックに乗る16歳の伊藤史朗に優勝をさらわれた。ホンダは谷口尚己が2位に入るのが精一杯だった。
| 順位 | ウルトラライトウェイトクラス （125ccクラス） | ライトウェイトクラス （250ccクラス） | ジュニアクラス （350ccクラス）    | セニアクラス （500ccクラス）    |
| ---- | -------------------------------------------- | ------------------------------------ | --------------------------------- | ------------------------------- |
| 1    | 日吉昇（ヤマハ・YA-1）                       | 伊藤史朗（ライラックSY）             | 大村美樹雄（ホンダ・ドリームSBZ） | 鈴木淳三（ホンダ・ドリームSDZ） |
| 2    | 小長谷茂（ヤマハ・YA-1）                     | 谷口尚己（ホンダ・ドリームSAZ）      | 佐藤市郎（ホンダ・ドリームSBZ）   | 金田鍛冶（キャブトンRTF）       |
| 3    | 望月修（ヤマハ・YA-1）                       | 田村三夫（ポインター）               | 中村武夫（ホンダ・ドリームSBZ）   | 鷲見敬一（キャブトンRTF）       |
| 4    | 山下林作（スズキ・コレダ）                   | 中島信義（モナークSP1）              | 平田親朗（陸王）                  | 立原義次（キャブトンRTF）       |
| 5    | 鈴木英夫（スズキ・コレダ）                   | 中村武夫（ホンダ・ドリームSAZ）      | 鈴木義一（ホンダ・ドリームSBZ）   | 野村有司（ホンダ・ドリームSDZ） |

### レースの影響

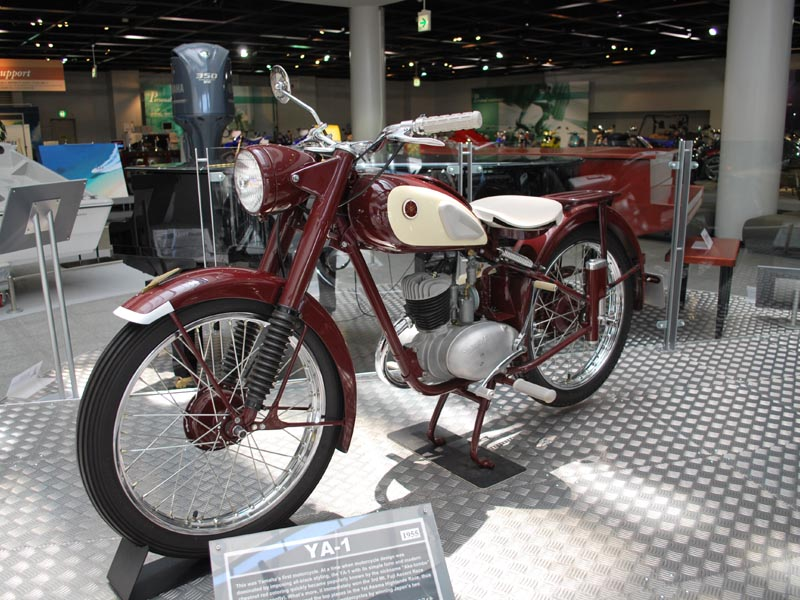
125ccクラスで優勝したヤマハ・YA-1

新興メーカーであるがゆえに販売網の拡大に苦労していたヤマハの「レースで技術力をアピールして知名度を高める」という戦略は、第3回富士登山レースと第1回耐久ロードレースでの上位独占によって成功を収め、第1回耐久ロードレース以前は月産300台程度であった生産台数はレース後すぐに月産1000台を突破した。
また、下馬評では圧倒的にホンダ有利と言われていた250ccクラスで伊藤史朗がライディングするライラックSYにより勝利を飾った丸正自動車製造は、レース仕様をフィードバックした市販車ライラックUYを発売して人気を博した。UYの新聞広告には「第1回全日本オートバイ耐久レースの貴重な体験と資料により完成」の文言があった。

### 浅間高原自動車テストコースの完成

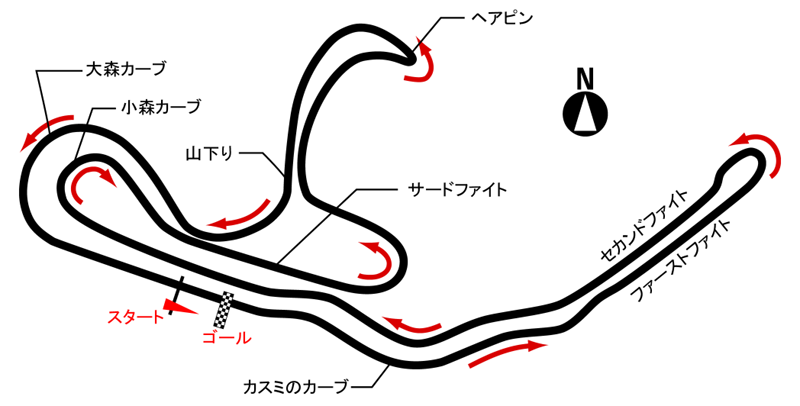
浅間高原自動車テストコース（コース図）

成功裡に終わった浅間高原レースであったが、やはり公道を使用する以上は様々な制約が課せられ、またマシンの性能向上にコースが追いついていないことによる危険性の問題もあった。一方で、浅間と並ぶ大きなレースイベントであった富士登山レースはその盛り上がりが逆に地元住民からの苦情を増やすという結果を招いており、中止の方向に傾きつつあった（結局、1956年の第4回大会が最後の開催となった）。そんな状況の中で本格的なレース専用のコース建設への機運が高まり、やがて社会的責任なども考慮して専用のテストコース建設を決断した業界団体によって浅間高原自動車テストコース協会が設立され、そして1957年7月、ホンダ、ヤマハ、メグロら19社の出資により、浅間牧場敷地内に「浅間高原自動車テストコース」（1周9.351 km）が完成した。
このコースは各社共有のテストコースとして完成したため常設の観客席などは設けられていなかったが、実質的には日本初のオートバイ専用サーキットと呼べるものだった。ここでテストを繰り返した各社のオートバイの性能は飛躍的に向上し、1957年、このコースで1年8ヶ月ぶりに第2回全日本オートバイ耐久ロードレースが開催されることになった。

### 第2回全日本オートバイ耐久ロードレース

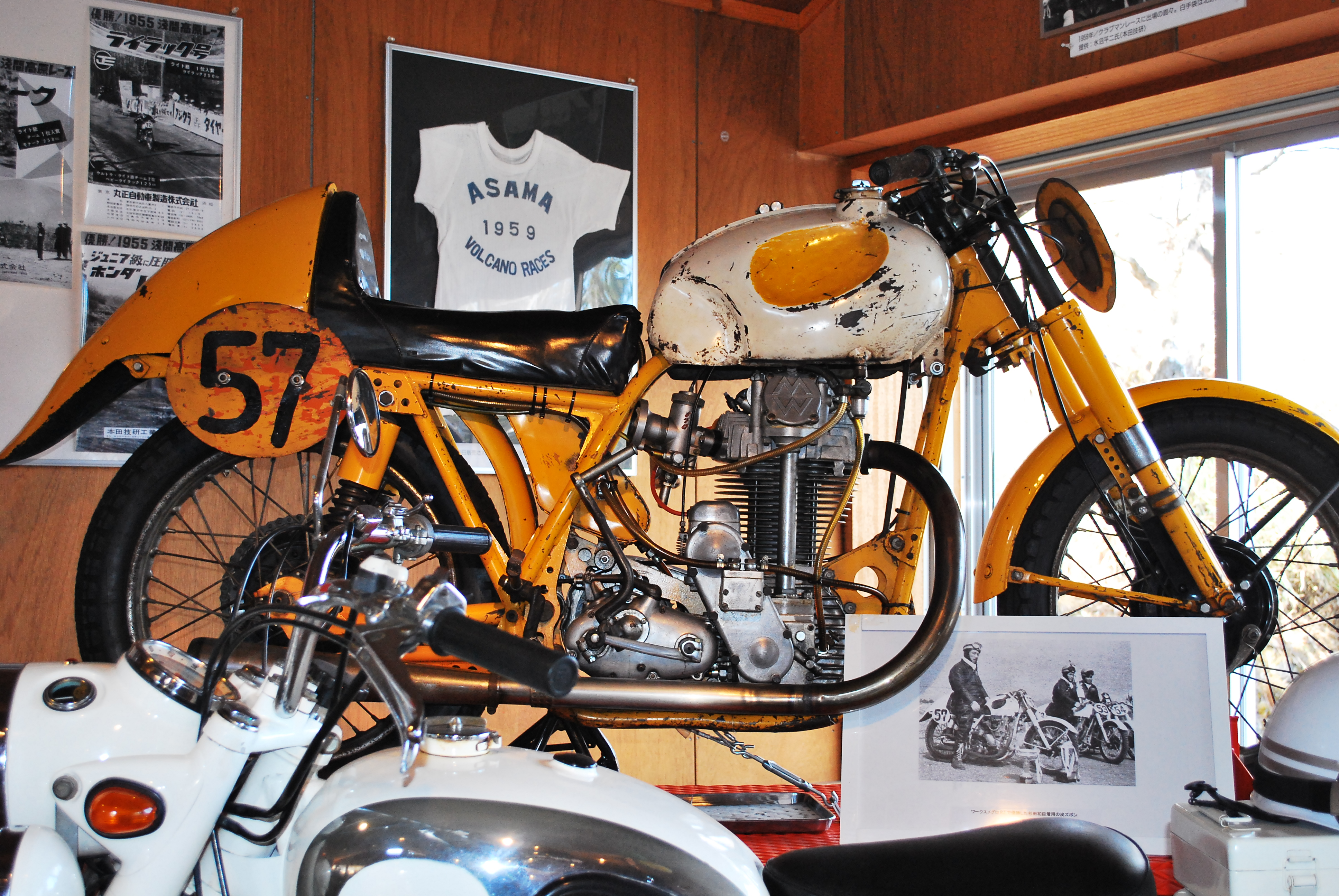
セニアクラスで優勝したメグロ・RZ

1957年10月19日、20日開催。「浅間高原レース」が通称であった第1回に対し、「第2回浅間火山レース」が通称である。オートバイメーカーの淘汰が進んだこともあって、参加台数は11メーカー70台 と前回よりも減少している。主催は日本モーターサイクルレース協会。
この年の軽量級2クラスは完全に「ヤマハ vs ホンダ」の様相を呈し、両社とも125cc、250cc各クラスに5車ずつエントリーしていた。ヤマハは初めてカウリングを装着したYD-A（250cc）とYA-A（125cc）を登場させ、対するホンダは発売して間もないC70のエンジンをレース仕様に徹底的に改造したC70Z（250cc）と、C70Zのエンジンを半分に切ったような兄弟車であるC80Z（125cc）を投入した。
125ccクラスは前回同様にヤマハが圧倒的な速さでワン・ツーフィニッシュを飾り、ホンダは3・4位に終わった。ヤマハは初参加となった250ccクラスでもホンダを抑えて1位〜3位までを独占し、ヤマハワークスのライダーたちの走りは「ヤマハ・サーカス」の異名をとった。ホンダは350ccクラスで勝利したものの、タイムは250ccのマシンにもおよばないものであった。
| 順位 | ウルトラライトウェイトクラス （125ccクラス） | ライトウェイトクラス （250ccクラス） | ジュニアクラス （350ccクラス）   | セニアクラス （500ccクラス） |
| ---- | -------------------------------------------- | ------------------------------------ | -------------------------------- | ---------------------------- |
| 1    | 大石秀夫（ヤマハ・YA-A）                     | 益子治（ヤマハ・YD-A）               | 鈴木義一（ホンダ・ドリームC75Z） | 杉田和臣（メグロRZ）         |
| 2    | 宮代正一（ヤマハ・YA-A）                     | 砂子義一（ヤマハ・YD-B）             | 佐藤市郎（ホンダ・ドリームC75Z） | 折懸六三（メグロRZ）         |
| 3    | 水沼平二（ホンダ・ベンリイC80Z）             | 下良睦夫（ヤマハ・YD-B）             | 谷口尚己（ホンダ・ドリームSB8B） | 井上武蔵（ホスクDB）         |
| 4    | 宇田勝俊（ホンダ・ベンリイC80Z）             | 加藤正男（ホンダ・ドリームC70Z）     | 小沢三郎（ホンダ・ドリームSB8B） | 関口源一郎（メグロRZ）       |
| 5    | 松野弘（ヤマハ・YA-B）                       | 秋山邦彦（ホンダ・ドリームC70Z）     | 佐藤進（ホンダ・ドリームSB8B）   | 菊地良二（メグロRZ）         |

### 第1回全日本モーターサイクルクラブマンレース大会
第2回耐久ロードレース終了後、主催者は第3回大会を1958年8月に開催すると発表した。しかしメーカー間のレースに対する温度差から車両規則などのすり合わせが難航し、結局次回大会の開催は1959年に延期された。
一方で、メーカーの社員であるテストライダーや契約ライダーなどの職業ライダー（ワークスライダー）しか参加できない耐久ロードレース（浅間火山レース）に対し、アマチュアライダーによるレースができないかという模索が始まっていた。中でもオートバイ専門誌『モーターサイクリスト』（八重洲出版）主宰者の酒井文人は積極的に活動し、各地のオートバイ愛好者クラブを組織化した全日本モーターサイクルクラブ連盟（MCFAJ）を発足させた。
こうして1958年の8月24日、MCFAJの主催で第1回全日本モーターサイクルクラブマンレース大会が浅間高原自動車テストコースにおいて開催された。「クラブマン」とは「各地のオートバイクラブに属するライダー」、すなわちアマチュアライダーを意味する。45のクラブと120台の参加で行われたこのイベントには、台風の接近に伴う豪雨という最悪のコンディションにもかかわらず3万人近い観客が集まった。
出場資格はアマチュアライダーに限られ、耐久ロードレース（浅間火山レース）出場経験者（メーカーに所属する職業ライダー）は原則として出場できない規定だった。出場車両は市販車（および市販車の改造車）に限られ、メーカーが少数製作したレース専用車（工場レーサー、ワークスマシン）は原則として出場が禁止されていた。ただし「国産オートバイの性能向上」が旗印の耐久ロードレース（浅間火山レース）とは違い、外国車も出場可能だった。開催クラスは耐久ロードレースと同じ4クラス（ただしセニアクラスは500ccを超える車両も出場可能）。さらにエキシビションレースとして、戦前のオートバイを含む「旧車レース」と、外国人（主として駐留米軍関係者）やメーカー所属ライダーおよびワークスマシンも出場可能な「国際レース」が加えられていた。「国際レース」はプログラム上はエキシビションとなっていたが、周回数は大会最多の10周（セニアクラスは5周）であり、メーカーのワークスマシンも出場可能なため、実質的なメインイベントと言える盛り上がりを見せた。
その一方、メーカーのワークスマシンの出場が禁止されているクラスに、ワークスマシンと思われる車両が出場しているとして、参加選手から主催者に対し抗議が巻き起こるという騒動もあった。主催者と参加者の話し合いの結果、ワークスマシンと疑われた車両は正式なレースから除外し、急遽設定された「クラブマン模範レース」という特別枠（賞典外）で走らせることで決着をみている。
以上のようにクラブマンレース大会は、全日本オートバイ耐久ロードレースとは主催者も参加資格も異なる別個のレースイベントであったが、同時期に同じ場所で行われたオートバイレースということもあって混同（同一視）されることも多い。第1回クラブマンレースを「第3回浅間火山レース」と誤認し、「浅間火山レースは1955年から1959年までの間に4回開催された」などと、間違った内容を記述した書籍もある ことに注意が必要（後述の通り、全日本オートバイ耐久ロードレースは3回の開催）。
| 順位 | ウルトラライトウェイトクラス （125ccクラス） | ライトウェイトクラス （250ccクラス） | ジュニアクラス （350ccクラス） | セニアクラス （500ccクラス） |
| ---- | -------------------------------------------- | ------------------------------------ | ------------------------------ | ---------------------------- |
| 1    | 鈴木三郎（ヤマハ・YA-1）                     | 笠原信重（ホンダ・ドリームC70）      | 高橋国光（BSA）                | 本田和夫（トライアンフ）     |
| 2    | 松内弘之（ヤマハ・YA-1）                     | 豊田信良（アドラー）                 | 高橋晃一（ヤマハ・YE）         | 石橋保（BSA）                |
| 3    | 出羽猛治（ヤマハ）                           | 関英一（アドラー）                   |                                | 三友章（ホスクDB）           |
| 4    | 鈴木誠一（ヤマハ）                           | 宮崎保（クルーザー）                 |                                | 石井義男（BSA）              |
| 5    | 吉野義雄（ヤマハ）                           | 小林武（モナーク）                   |                                | 和田肇（BSA）                |

| 順位 | 旧車レース                       | 国際レース                                |
| ---- | -------------------------------- | ----------------------------------------- |
| 1    | 三友章（アリエル・1929年）       | B.ハント（トライアンフTR6）               |
| 2    | 新井康之（トライアンフ・1951年） | J.K.ホンダ（本田和夫）（トライアンフTR6） |
| 3    | 木村二夫（トライアンフ・1937年） | 鈴木義一（ホンダ・ドリームC75Z）          |
| 4    | 林崇（ベロセット・1937年）       | 秋山邦彦（ホンダ・ドリームC75Z）          |
| 5    | 大竹滋之（トライアンフ・1951年） | 立原義次（ヤマハ）                        |

### 第3回耐久ロードレース / 第2回クラブマンレース
1959年の第3回全日本オートバイ耐久ロードレースは、第2回全日本モーターサイクルクラブマンレースとの併催となり、8月22日〜24日の3日間開催された（22日はクラブマンレースのみ）。ただし両大会の出場者が混走したわけではなく、それぞれのレース自体は個別に行われた。そしてクラブマンレースで好成績を挙げたアマチュアライダーには、ワークスライダーの争いである耐久ロードレースに招待選手として出場できるという特典が与えられた。
一般には「第3回浅間火山レース」の通称で知られるが、クラブマンレースが併催されたため、両者を混同している例も散見される。

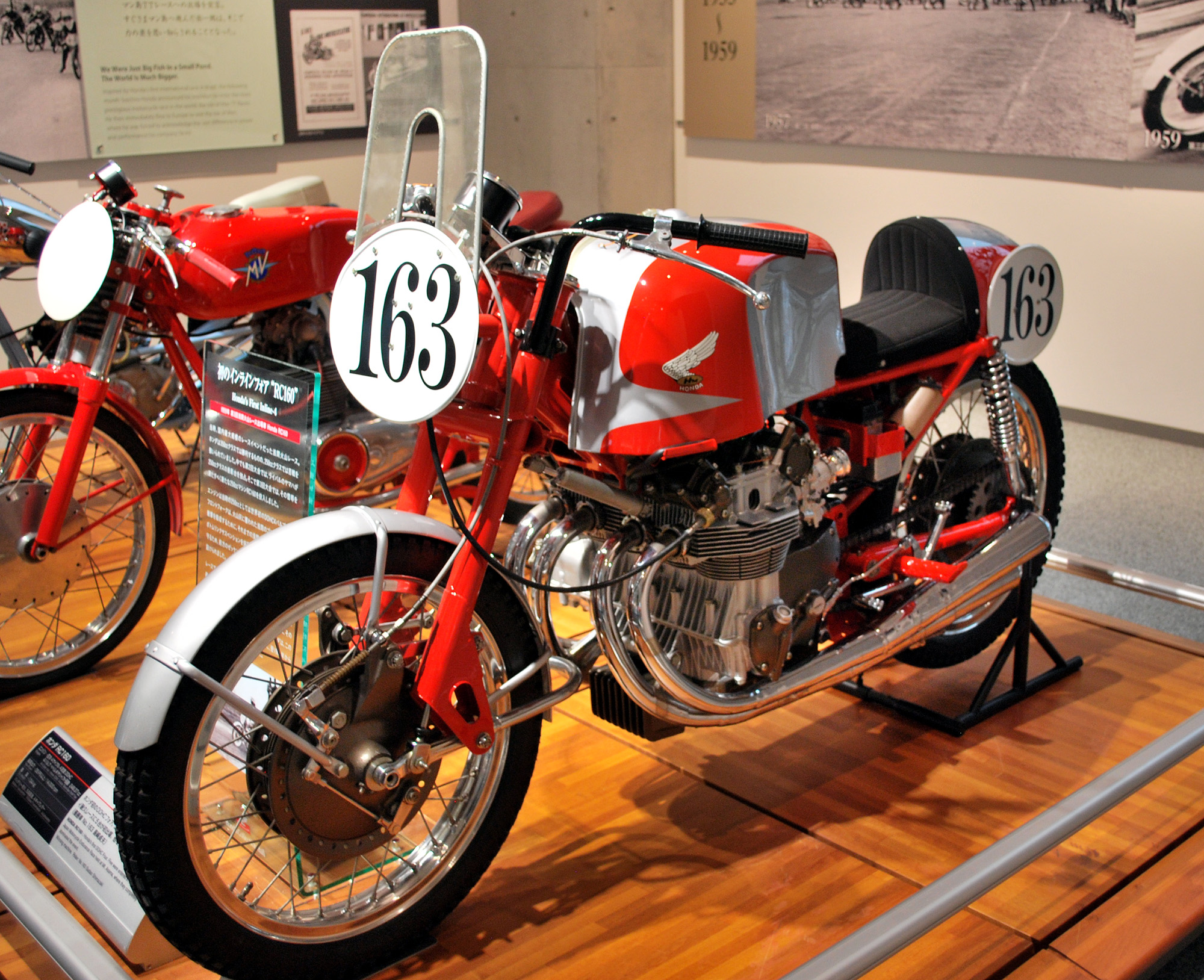
ホンダRC160

この年の6月にマン島TTレース初参戦を果たしてチーム賞を獲得したホンダは、この大会の耐久ロードレースにマン島用マシンをベースにした125ccDOHC2気筒のRC142、そして国産初の並列4気筒250ccのRC160といったマシンを持ち込んで必勝を期した。250ccクラスではRC160の速さは圧倒的でホンダが上位を独占した（ただし後述のとおり、中盤までヤマハ市販車が2位を走行する番狂わせもあった）。
ところが125ccクラスでは、クラブマンレースの125ccと250ccでダブルウィンを飾って耐久ロードレースに招待された北野元が、市販マシンであるCB92の改造車でワークスマシンRC142を駆るワークスライダーたちを打ち破って優勝してしまった。北野はこの活躍が認められ、翌年にはホンダワークスに迎えられてロードレース世界選手権に参戦することになる。
250ccクラスでも、クラブマンレースからの招待選手である野口種晴が、20psそこそこと見られる市販車ヤマハYDSで、推定40psとも言われたホンダRC160を敵に回して快走。一時は2位まで浮上したが、マシントラブルで脱落している。
500ccクラスの最終ラップで伊藤史朗が記録した5分01秒というタイムは、浅間高原自動車テストコースのコースレコードである。
この大会からの帰路、ホンダの本田宗一郎が同じ列車に乗り合わせたスズキ社長の鈴木俊三にマン島TTレースへの参加を薦めたと言われている。
| 順位 | ウルトラライトウェイトクラス （125ccクラス） | ライトウェイトクラス （250ccクラス） | ジュニアクラス （350ccクラス）  | セニアクラス （500ccクラス） |
| ---- | -------------------------------------------- | ------------------------------------ | ------------------------------- | ---------------------------- |
| 1    | 北野元（ホンダ・ベンリィSS92）               | 島崎貞夫（ホンダ・ドリームRC160）    | 野口種晴（ヤマハ・260）         | 伊藤史朗（BMW・R50）         |
| 2    | 鈴木淳三（ホンダ・ベンリィRC142）            | 田中健二郎（ホンダ・ドリームRC160B） | 高岡恭元（ホンダ・ドリーム305） | 高橋国光（BSA）              |
| 3    | 藤井璋美（ホンダ・ベンリィRC142）            | 鈴木義一（ホンダ・ドリームRC160）    |                                 | 石井義男（BSA）              |
| 4    | 福田貞夫（ホンダ・ベンリィRC142）            | 増田悦夫（ホンダ・ドリームC70Z）     |                                 | 長谷川弘（ホスク）           |
| 5    | 市野三千雄（スズキ・RB）                     | 佐藤幸雄（ホンダ・ドリームRC160）    |                                 | 藤井一（BSA）                |

| 順位 | 50ccクラス         | 125ccクラス        | 200ccクラス        | 250ccクラス        | 350ccクラス        | 500ccクラス     |
| ---- | ------------------ | ------------------ | ------------------ | ------------------ | ------------------ | --------------- |
| 1    | 吉村善光（ホンダ） | 北野元（ホンダ）   | 桑本博之（ホンダ） | 北野元（ホンダ）   | 野口種晴（ヤマハ） | 高橋国光（BSA） |
| 2    | 生沢徹（ホンダ）   | 増田悦夫（ホンダ） | 青木格（ホンダ）   | 増田悦夫（ホンダ） | 矢淵富治（BSA）    | 中田義信（BSA） |
| 3    | 飯島義二（ホンダ） | 吉村善光（ホンダ） | 沼尻雅雄（ホンダ） | 野口種晴（ヤマハ） | 高岡恭元（ホンダ） | 藤井一（BSA）   |

### 終焉
ますます高性能化していくオートバイにとって、未舗装コースである浅間高原自動車テストコースは危険なコースとなりつつあった。浅間高原自動車テストコース協会は、コースの安全性の問題を理由に、浅間でのレース開催の許可を出さなくなってしまった。そのため全日本オートバイ耐久ロードレース（浅間火山レース）は1959年の第3回大会が最後となった。
もともと2輪 / 4輪各メーカーのテストコースとして作られた浅間のコースは、4輪メーカーの協力で舗装路となる計画であったが、機密漏洩などを恐れた4輪各社が自社でそれぞれにテストコースを作り始めたため、浅間の舗装計画は実現しなかった。
その一方で1962年、ホンダによって三重県鈴鹿市に鈴鹿サーキットが完成し、同年11月にはこけら落としである第1回鈴鹿全日本ロードレースが開催された。鈴鹿サーキットは日本初の国際規格のサーキットであり、ヨーロッパの近代的なサーキットにも引けをとらないものであった。以後、1965年には船橋サーキット、1966年には富士スピードウェイと本格的なサーキットが次々と完成し、浅間高原自動車テストコースはレース場としての役目を完全に終えた。
一方、浅間での開催ができなくなった全日本モーターサイクルクラブマンレースは、各地のMCFAJ会員の協力によって代替地探しが始まり、この後は以下のように飛行場跡など開催地を転々とする。
| 大会  | 開催年 | 開催地                                         |
| ----- | ------ | ---------------------------------------------- |
| 第3回 | 1960年 | 宇都宮清原旧陸軍少年飛行学校滑走路跡特設コース |
| 第4回 | 1961年 | 入間市米軍ジョンソン基地特設コース             |
| 第5回 | 1962年 | 福岡市雁の巣飛行場特設コース                   |
| 第6回 | 1963年 | 青森県三沢米軍基地特設コース                   |

1966年には完成したばかりの富士スピードウェイで第7回大会が開催され、以後は富士スピードウェイで安定してMCFAJ主催のロードレース大会が行われている。

## 評価
浅間火山レースが行われたコースはダートコースであることに加えて標高が1000メートルを超えている（空気が薄くエンジンの馬力が出ない）という問題を抱えており、レースタイム（平均速度）は同時期の欧米の本格的なサーキットでのレースに遠く及ばないものだった。しかしこれらの問題点が逆に日本のオートバイの性能向上やライダーのテクニック向上に寄与したという見方があり、後の第一期ホンダF1活動の監督である中村良夫は、浅間のコースがダートコースであった事がオートバイの操縦安定性と耐久性向上に対しては大いに役立ったと語っている。
また、浅間を初めとするモータースポーツがオートバイメーカー間の技術的な優劣をはっきりした形で示し、技術力のないメーカーを淘汰するふるいの役目を果たしたとする意見もある。一時は150社を数えたメーカーは1953年ごろをピークとして淘汰が始まり、1968年の富士重工の二輪車製造停止をもって、日本のオートバイ製造メーカーは、国内外のロードレースで活躍していたホンダ、ヤマハ、スズキの3社、そして同時期にモトクロスで活躍していたカワサキを加えた4メーカーのみとなり現在に至っている。
一方、始動したばかりで全てが手探り状態だった4輪レース界はすでにレース経験を持っていた2輪の人材に目をつけ、多くのメーカーが積極的にレース経験のあるライダーをスカウトした。浅間火山レースやクラブマンレース出身者では生沢徹、田村三夫、益子治、鈴木誠一、北野元、田中健二郎らが初期の4輪日本グランプリに出場しており、また高橋国光、砂子義一らも後に4輪レースで活躍することになる。また、レースイベントに使用されることがなくなり、本来の建設目的である2輪メーカーのテストに使われることもなくなった浅間高原自動車テストコースだったが、これ以後は一部の4輪メーカーに注目されるようになる。1960年代から1970年代にかけてサファリラリーなどの海外のラリーイベントに挑戦した日産、三菱、スバルなどにとって、浅間のダートコースは絶好のテストコースだったのである。